# 1982 au cinéma
| Années du cinéma : 1979 - 1980 - 1981 - 1982 - 1983 - 1984 - 1985    |
| Décennies du cinéma : 1950 - 1960 - 1970 - 1980 - 1990 - 2000 - 2010 |

Cet article présente les faits marquants de l'année 1982 au cinéma.

## Événements
- Création du Festival international du film d'Istanbul (avril)
- Création du Festival national du film au Maroc

## Principales sorties en salles
- 19 mars : Victor Victoria
- 7 avril : Conan le Barbare de John Milius, avec Arnold Schwarzenegger
- 25 mai : Les Fantômes du chapelier
- 26 mai : Passion
- 10 juin : E.T., l'extra-terrestre
- 25 juin : 
  - Blade Runner de Ridley Scott
  - The Thing de John Carpenter
- 9 juillet  :  Tron
- 8 octobre : Identification d'une femme de Michelangelo Antonioni
- 27 octobre : Une chambre en ville
- 8 décembre : La Boum 2

## Autres films
- L'Exécuteur de Hong Kong, film de James Fargo avec Chuck Norris.
- Horreur dans la ville, film de Michael Miller avec Chuck Norris
- Le Vent, film de Souleymane Cissé.
- Rocky 3, film de Sylvester Stallone avec lui-même.
- Rambo, film de Ted Kotcheff toujours avec Sylvester Stallone.
- Tootsie
- Dark Crystal
- Meurtre dans un jardin anglais

## Festivals

### Cannes
- Yol, la permission de Yılmaz Güney et Missing de  Costa-Gavras remportent la Palme d'or au Festival de Cannes.

### Autres festivals
- Première édition du Festival international du court métrage de Clermont-Ferrand.

## Récompenses

### Oscars
- Gandhi de Richard Attenborough remporte l'Oscar du meilleur film.

### César
- Meilleur film : La Guerre du feu de Jean-Jacques Annaud
- Meilleur réalisateur : Jean-Jacques Annaud pour La Guerre du feu
- Meilleur acteur : Michel Serrault dans Garde à vue
- Meilleure actrice : Isabelle Adjani dans Possession
- Meilleur second rôle masculin : Guy Marchand dans Garde à vue
- Meilleur second rôle féminin : Nathalie Baye dans Une étrange affaire
- Meilleur film étranger : Elephant Man de David Lynch

### Autres récompenses
- Prix Louis-Delluc pour Danton d'Andrzej Wajda

## Box-Office

### France
| Class.                     | Titre                                         | Pays                  | Réalisateur                | Box-Office France |
| -------------------------- | --------------------------------------------- | --------------------- | -------------------------- | ----------------- |
| 1.                         | E.T., l'extra-terrestre                       | États-Unis d'Amérique | Steven Spielberg           | 7 881 332 entrées |
| 2.                         | L'As des as                                   |                       | Gérard Oury                | 5 452 598 entrées |
| 3.                         | Deux Heures moins le quart avant Jésus-Christ |                       | Jean Yanne                 | 4 601 239 entrées |
| 4.                         | Le Gendarme et les Gendarmettes               |                       | Jean Girault Tony Aboyantz | 4 209 139 entrées |
| 5.                         | La Balance                                    |                       | Bob Swaim                  | 4 192 189 entrées |
| Source : cbo-boxoffice.com |                                               |                       |                            |                   |

### États-Unis

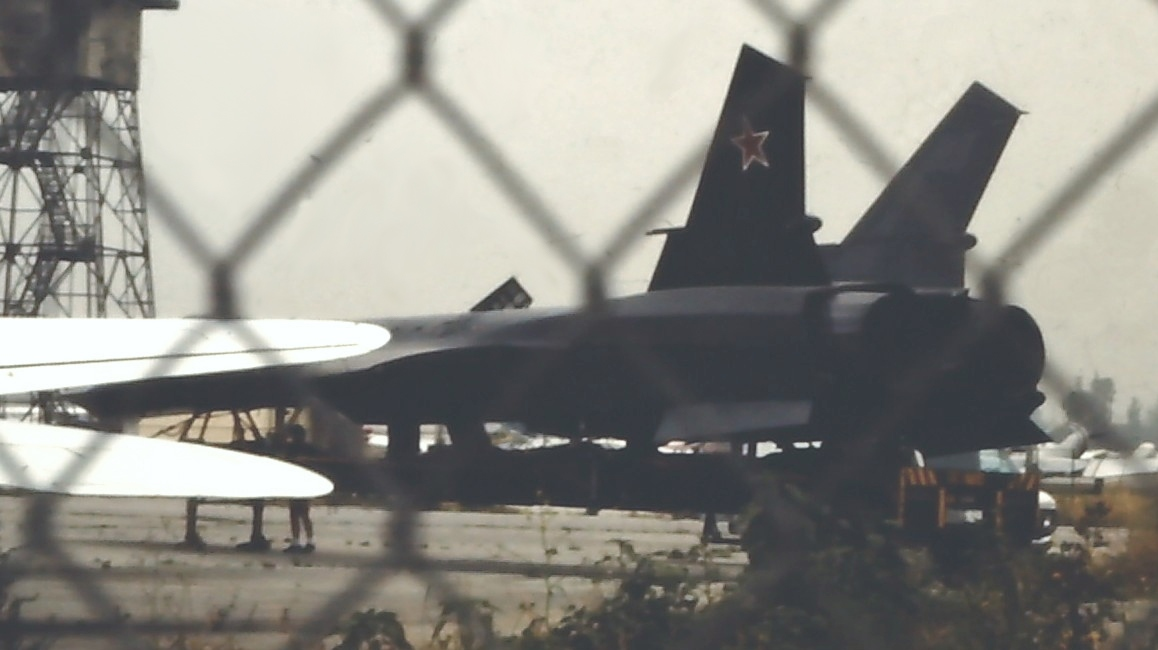
Aéronautique et cinéma : Firefox, l'arme absolue, sorti en 1982.
Photo de l'avion, autant fictif que furtif, MiG-31 (code OTAN Firefox) utilisé pour tourner le film, prise à l’aéroport de Van Nuys en Californie en mai 1982. Cet avion, dont la désignation renvoie au MiG-31 (code OTAN Foxhound), ressemble plus par le profil de sa coque au MiG-25 (code OTAN Foxbat) que rencontrèrent les pilotes américains des années soixante.

1. 359 197 037 $ : E.T., l'extra-terrestre de Steven Spielberg
2. 177 200 000 $ : Tootsie de Sydney Pollack
3. 129 795 554 $ : Officier et Gentleman de Taylor Hackford
4. 124 146 897 $ : Rocky 3, l'œil du tigre de Sylvester Stallone
5. 105 492 483 $ : Porky's de Bob Clark
6. 78 912 963 $ : Star Trek 2 : La Colère de Khan de Nicholas Meyer
7. 78 868 508 $ : 48 Heures de Walter Hill
8. 76 606 280 $ : Poltergeist de Tobe Hooper
9. 69 701 637 $ : La Cage aux poules de Colin Higgins
10. 57 059 003 $ : Annie de John Huston

## Principales naissances
- 6 janvier : Eddie Redmayne
- 7 janvier : Ruth Negga
- 3 mars : Jessica Biel
- 30 avril : Kirsten Dunst
- 14 mai : Alexe Poukine
- 12 juin : Aviv Alush
- 8 juillet : Schuyler Fisk
- 9 juillet : Toby Kebbell
- 24 juillet : Anna Paquin
- 25 juillet : Brad Renfro (mort en 2008)
- 13 août : Sebastian Stan
- 17 août : Mark Salling (décédé le 30 janvier 2018)
- 22 septembre : Billie Piper
- 7 octobre : Katarzyna Cichopek
- 10 octobre : Dan Stevens
- 14 octobre : Victoria Tchalaïa
- 15 octobre : Toran Caudell
- 23 octobre : Bradley Pierce
- 31 octobre : Justin Chatwin
- 3 décembre : Alice Pol
- 12 novembre : Anne Hathaway

## Principaux décès

### Premier trimestre
- 1er janvier : Estella Blain, actrice française.
- 8 janvier : Grégoire Aslan, acteur français d'origine arménienne
- 13 janvier : Marcel Camus, cinéaste français
- 5 mars : John Belushi, acteur américain
- 11 mars : Leonid Kmit, acteur soviétique (° 1908)

### Deuxième trimestre
- 21 avril : Alexandre Feinzimmer, cinéaste russe (° 1905)
- 7 mai : Alfred Adam, acteur et scénariste français.
- 29 mai : Romy Schneider, actrice allemande, lauréate de deux césars de la meilleure actrice.
- 10 juin : Rainer Werner Fassbinder, réalisateur allemand.
- 18 juin : Curd Jürgens, acteur allemand et autrichien.

### Troisième trimestre
- 16 juillet : Patrick Dewaere, acteur français.
- 20 juillet : Jean Girault, réalisateur français.
- 9 août : Alexandre Alexeïeff, cinéaste d'origine russe.
- 12 août : Henry Fonda, acteur américain.
- 29 août : Ingrid Bergman, actrice suédoise ayant décroché deux oscars de la meilleure actrice et un oscar de la meilleure actrice dans un second rôle.
- 14 septembre : Grace Kelly, devenue la Princesse Grace de Monaco, actrice américaine ayant décroché l'oscar de la meilleure actrice en 1955.

### Quatrième trimestre
- 1er novembre : King Vidor, réalisateur américain
- 5 novembre : Jacques Tati, réalisateur et acteur français.
- 2 décembre : Marty Feldman, réalisateur, scénariste et acteur britannique issu des Monty Python.
- 24 décembre : Maurice Biraud, acteur français.